# César Reynosa
César Emilio Reynosa García es un exfutbolista salvadoreño que jugaba como centrocampista.

## Selección nacional
Fue llamado con la selección de El Salvador en el Campeonato Centroamericano y del Caribe en Costa Rica 1961, jugando todos los 6 partidos, finalizando como subcampeón detrás de los anfitriones. También jugó en los Campeonatos de Naciones de la Concacaf de El Salvador 1963 y Guatemala 1965, nuevamente quedando subcampeón en 1963.

## Clubes
| Club              | País        | Año       |
| ----------------- | ----------- | --------- |
| Juventud Olímpica | El Salvador | 1953-1958 |
| FAS               | El Salvador | 1959-1963 |
| Alianza           | El Salvador | 1963-1964 |
| Juventud Olímpica | El Salvador | 1965      |
| FAS               | El Salvador | 1965-1969 |
| Atlante San Alejo | El Salvador | 1969-1972 |

## Palmarés

### Títulos nacionales
| Título           | Equipo | País        | Año     |
| ---------------- | ------ | ----------- | ------- |
| Primera División | FAS    | El Salvador | 1961-62 |
| Primera División | FAS    | El Salvador | 1962    |